# Peter Alfred Gorer
Peter Alfred Gorer (* 14. April 1907 in London; † 11. Mai 1961 ebenda) war ein britischer Pathologe, Immunologe und Genetiker. Er wirkte von 1934 bis 1940 am Lister Institute of Preventive Medicine und anschließend am Guy’s Hospital, an dem er ab 1947 als Dozent für experimentelle Pathologie tätig war. Zu seinen wissenschaftlichen Leistungen zählt insbesondere die Entdeckung der H-2-Antigene der Maus. Er gilt aus diesem Grund als einer der führenden Immunologen seiner Zeit und als Mitbegründer der Immungenetik.

## Leben
Peter Gorer wurde 1907 in London geboren. Sein Vater, Kunsthändler und Experte für chinesisches Porzellan, starb 1915 bei der Versenkung der Lusitania; sein älterer Bruder Geoffrey Edgar Gorer (1905–1985) war als Sozialanthropologe tätig. Im September 1924 begann er am Guy’s Hospital in seiner Heimatstadt zunächst ein Studium der Zahnmedizin, drei Monate später wechselte er jedoch zur Medizin. Er erlangte 1929 einen B.Sc.-Abschluss in Physiologie und schloss drei Jahre später seine klinische Ausbildung ab. Nach einem anschließenden Aufenthalt am University College London, wo er sich bei J. B. S. Haldane insbesondere mit Genetik beschäftigte, ging er 1934 an das Lister Institute of Preventive Medicine in London, an dem er bis 1940 blieb.
Im gleichen Jahr kehrte er ans Guy’s Hospital zurück, an dem er während des Zweiten Weltkrieges als Hämatologe und Pathologe tätig war und sich in dieser Zeit nur selten mit Forschungsarbeiten beschäftigte. Nach dem Ende des Krieges verbrachte er 1946/1947 mit einem Stipendium der National Institutes of Health ein Jahr in den USA am Roscoe B. Jackson Memorial Laboratory in Bar Harbor, wo er unter anderem mit dem späteren Nobelpreisträger George Davis Snell zusammenarbeitete. Nach seiner Rückkehr nach England wurde er am Guy’s Hospital zum Dozenten für experimentelle Pathologie ernannt.
Peter Gorer war ab 1942 in erster Ehe verheiratet, seine Frau starb jedoch im Mai 1945 an Tuberkulose. Während seiner Zeit in Bar Harbor lernte er seine zweite Frau kennen, mit der er ab 1947 verheiratet war und einen Sohn sowie eine Tochter hatte. Er starb 1961 im Alter von 54 Jahren in seiner Heimatstadt an den Folgen eines krebsbedingten Lungenödems und erlebte damit nicht mehr die Einrichtung eines Lehrstuhls für Immunologie am Guy’s Hospital, für den er als erster Inhaber vorgesehen war.

## Wissenschaftliches Wirken
Peter Gorer, der rund 50 wissenschaftliche Publikationen veröffentlichte, widmete sich insbesondere der Immungenetik und den immunologischen Aspekten von Transplantationen. Bei Studien zur Transplantation von Tumoren in Mäusen entdeckte er die H-2-Antigene, welche die Reaktion verschiedener Mäusestämme auf transplantierte Tumoren beeinflussten, und damit den ersten Haupthistokompatibilitätskomplex (Major Histocompatibility Complex, MHC). Darüber hinaus untersuchte er genetisch bedingte Variationen in der Anfälligkeit von Mäusen gegenüber bakteriellen Infektionen.

## Auszeichnungen
Peter Gorer wurde 1960 in die Royal Society aufgenommen und erhielt 1975 postum als einer von 16 Wissenschaftlern, die als Begründer der Krebsimmunologie geehrt wurden, den erstmals verliehenen William B. Coley Award for Distinguished Research in Basic and Tumor Immunology. Das Peter Gorer Department of Immunobiology am King’s College London trägt zur Erinnerung an ihn seinen Namen.